# Бретертон, Крис
Крис Бретертон (Christopher Stephen Bretherton) — американский учёный, специалист в области наук об атмосфере, занимающийся облаками и климатом. Член Национальной АН США (2019), доктор философии (1984), профессор Вашингтонского университета.
Отмечен Jule G. Charney Award (2012).
Окончил Калифорнийский технологический институт (бакалавр прикладной математики, 1980). В 1984 году в Массачусетском технологическом институте получил степень доктора философии по математике. В 1984—1985 гг. являлся постдоком в Национальном центре атмосферных исследований. C 1985 года в Вашингтонском университете — на кафедре прикладной математики, с 1989 года также числится на кафедре наук об атмосфере, с 1985 года ассистент-профессор, с 1989 года ассоциированный профессор, с 1996 года профессор.
Ведущий автор Пятого оценочного доклада МГЭИК (2013).
Редактор Journal of the Atmospheric Sciences, ассоциированный редактор Monthly Weather Review.
Фелло Американского геофизического союза (2015) и Американского метеорологического общества (2004).
Автор 31 статьи.